# Нова Весь (Отвоцький повіт)
Нова Весь (пол. Nowa Wieś) — село в Польщі, у гміні Колбель Отвоцького повіту Мазовецького воєводства.
Населення — 49 осіб (2011).
У 1975-1998 роках село належало до Седлецького воєводства.

## Демографія
Демографічна структура станом на 31 березня 2011 року:
|          | Загалом | Допрацездатний вік | Працездатний вік | Постпрацездатний вік |
| -------- | ------- | ------------------ | ---------------- | -------------------- |
| Чоловіки | 24      | 3                  | 19               | 2                    |
| Жінки    | 25      | 4                  | 13               | 8                    |
| Разом    | 49      | 7                  | 32               | 10                   |